# Liste des planètes mineures (561001-562000)
Voici la liste des planètes mineures numérotées de 561001 à 562000. Les planètes mineures sont numérotées lorsque leur orbite est confirmée, ce qui peut parfois se produire longtemps après leur découverte. Elles sont classées ici par leur numéro.

## Planètes mineures 561001 à 562000
- (561001) 2015 PM1
- (561002) 2015 PJ4
- (561003) 2015 PY4
- (561004) 2015 PL5
- (561005) 2015 PK7
- (561006) 2015 PP8
- (561007) 2015 PM10
- (561008) 2015 PA11
- (561009) 2015 PZ11
- (561010) 2015 PD14
- (561011) 2015 PF15
- (561012) 2015 PL16
- (561013) 2015 PS16
- (561014) 2015 PP17
- (561015) 2015 PD22
- (561016) 2015 PT26
- (561017) 2015 PZ30
- (561018) 2015 PE32
- (561019) 2015 PE36
- (561020) 2015 PQ36
- (561021) 2015 PC39
- (561022) 2015 PM40
- (561023) 2015 PE42
- (561024) 2015 PT42
- (561025) 2015 PF46
- (561026) 2015 PO46
- (561027) 2015 PH47
- (561028) 2015 PA48
- (561029) 2015 PD49
- (561030) 2015 PP50
- (561031) 2015 PV51
- (561032) 2015 PF54
- (561033) 2015 PY54
- (561034) 2015 PC55
- (561035) 2015 PO55
- (561036) 2015 PA56
- (561037) 2015 PB58
- (561038) 2015 PS58
- (561039) 2015 PS63
- (561040) 2015 PK64
- (561041) 2015 PJ71
- (561042) 2015 PH73
- (561043) 2015 PB75
- (561044) 2015 PV82
- (561045) 2015 PM88
- (561046) 2015 PS90
- (561047) 2015 PS91
- (561048) 2015 PF92
- (561049) 2015 PV94
- (561050) 2015 PV96
- (561051) 2015 PJ105
- (561052) 2015 PG107
- (561053) 2015 PE110
- (561054) 2015 PG111
- (561055) 2015 PW114
- (561056) 2015 PD128
- (561057) 2015 PD130
- (561058) 2015 PG132
- (561059) 2015 PA136
- (561060) 2015 PT136
- (561061) 2015 PZ143
- (561062) 2015 PP146
- (561063) 2015 PQ154
- (561064) 2015 PP155
- (561065) 2015 PL158
- (561066) 2015 PR165
- (561067) 2015 PX165
- (561068) 2015 PZ167
- (561069) 2015 PC172
- (561070) 2015 PH176
- (561071) 2015 PV176
- (561072) 2015 PY180
- (561073) 2015 PP183
- (561074) 2015 PO184
- (561075) 2015 PA190
- (561076) 2015 PH191
- (561077) 2015 PW202
- (561078) 2015 PO204
- (561079) 2015 PV204
- (561080) 2015 PR205
- (561081) 2015 PC230
- (561082) 2015 PS231
- (561083) 2015 PT231
- (561084) 2015 PP232
- (561085) 2015 PH235
- (561086) 2015 PP242
- (561087) 2015 PL250
- (561088) 2015 PY251
- (561089) 2015 PT254
- (561090) 2015 PK257
- (561091) 2015 PY266
- (561092) 2015 PB270
- (561093) 2015 PS271
- (561094) 2015 PZ271
- (561095) 2015 PV273
- (561096) 2015 PB274
- (561097) 2015 PO276
- (561098) 2015 PU276
- (561099) 2015 PE284
- (561100) 2015 PN284
- (561101) 2015 PP284
- (561102) 2015 PL285
- (561103) 2015 PZ287
- (561104) 2015 PC289
- (561105) 2015 PC290
- (561106) 2015 PY294
- (561107) 2015 PN295
- (561108) 2015 PJ296
- (561109) 2015 PJ298
- (561110) 2015 PO301
- (561111) 2015 PP302
- (561112) 2015 PO304
- (561113) 2015 PT304
- (561114) 2015 PO307
- (561115) 2015 PT307
- (561116) 2015 PZ307
- (561117) 2015 PW310
- (561118) 2015 PE311
- (561119) 2015 PH314
- (561120) 2015 PK314
- (561121) 2015 PF315
- (561122) 2015 PX318
- (561123) 2015 PF319
- (561124) 2015 PR319
- (561125) 2015 PP320
- (561126) 2015 PX320
- (561127) 2015 PE332
- (561128) 2015 QK1
- (561129) 2015 QY1
- (561130) 2015 QQ2
- (561131) 2015 QL6
- (561132) 2015 QN11
- (561133) 2015 QX13
- (561134) 2015 QY14
- (561135) 2015 QM15
- (561136) 2015 QY20
- (561137) 2015 RV
- (561138) 2015 RT8
- (561139) 2015 RZ9
- (561140) 2015 RJ13
- (561141) 2015 RP14
- (561142) 2015 RB17
- (561143) 2015 RQ18
- (561144) 2015 RJ21
- (561145) 2015 RC22
- (561146) 2015 RO24
- (561147) 2015 RP24
- (561148) 2015 RE25
- (561149) 2015 RP26
- (561150) 2015 RS26
- (561151) 2015 RL27
- (561152) 2015 RR27
- (561153) 2015 RJ29
- (561154) 2015 RO29
- (561155) 2015 RQ29
- (561156) 2015 RR29
- (561157) 2015 RS30
- (561158) 2015 RV30
- (561159) 2015 RE31
- (561160) 2015 RG31
- (561161) 2015 RY31
- (561162) 2015 RM37
- (561163) 2015 RQ37
- (561164) 2015 RK38
- (561165) 2015 RY38
- (561166) 2015 RS40
- (561167) 2015 RW40
- (561168) 2015 RN44
- (561169) 2015 RX46
- (561170) 2015 RQ47
- (561171) 2015 RS47
- (561172) 2015 RQ55
- (561173) 2015 RM56
- (561174) 2015 RK58
- (561175) 2015 RN59
- (561176) 2015 RQ60
- (561177) 2015 RR60
- (561178) 2015 RR62
- (561179) 2015 RW63
- (561180) 2015 RP64
- (561181) 2015 RU71
- (561182) 2015 RR74
- (561183) 2015 RC75
- (561184) 2015 RH77
- (561185) 2015 RD78
- (561186) 2015 RZ83
- (561187) 2015 RS85
- (561188) 2015 RL86
- (561189) 2015 RY87
- (561190) 2015 RU88
- (561191) 2015 RC89
- (561192) 2015 RE89
- (561193) 2015 RN90
- (561194) 2015 RQ90
- (561195) 2015 RF91
- (561196) 2015 RN91
- (561197) 2015 RQ91
- (561198) 2015 RG92
- (561199) 2015 RX96
- (561200) 2015 RB99
- (561201) 2015 RC100
- (561202) 2015 RR100
- (561203) 2015 RB101
- (561204) 2015 RN101
- (561205) 2015 RX101
- (561206) 2015 RZ101
- (561207) 2015 RD102
- (561208) 2015 RF103
- (561209) 2015 RT105
- (561210) 2015 RV105
- (561211) 2015 RF106
- (561212) 2015 RY106
- (561213) 2015 RC107
- (561214) 2015 RS107
- (561215) 2015 RC108
- (561216) 2015 RE108
- (561217) 2015 RK108
- (561218) 2015 RM108
- (561219) 2015 RV108
- (561220) 2015 RY108
- (561221) 2015 RE109
- (561222) 2015 RL109
- (561223) 2015 RQ112
- (561224) 2015 RO114
- (561225) 2015 RC116
- (561226) 2015 RX116
- (561227) 2015 RM117
- (561228) 2015 RP117
- (561229) 2015 RV117
- (561230) 2015 RH119
- (561231) 2015 RA122
- (561232) 2015 RU122
- (561233) 2015 RW122
- (561234) 2015 RC123
- (561235) 2015 RT123
- (561236) 2015 RZ125
- (561237) 2015 RY126
- (561238) 2015 RA130
- (561239) 2015 RU137
- (561240) 2015 RO141
- (561241) 2015 RJ144
- (561242) 2015 RJ149
- (561243) 2015 RB150
- (561244) 2015 RH153
- (561245) 2015 RP160
- (561246) 2015 RH168
- (561247) 2015 RS174
- (561248) 2015 RF185
- (561249) 2015 RM185
- (561250) 2015 RX189
- (561251) 2015 RM191
- (561252) 2015 RH193
- (561253) 2015 RR193
- (561254) 2015 RK199
- (561255) 2015 RR199
- (561256) 2015 RW199
- (561257) 2015 RY200
- (561258) 2015 RZ201
- (561259) 2015 RK202
- (561260) 2015 RV203
- (561261) 2015 RG204
- (561262) 2015 RP204
- (561263) 2015 RG210
- (561264) 2015 RJ214
- (561265) 2015 RZ215
- (561266) 2015 RP218
- (561267) 2015 RV221
- (561268) 2015 RG222
- (561269) 2015 RK226
- (561270) 2015 RK227
- (561271) 2015 RP228
- (561272) 2015 RV228
- (561273) 2015 RM229
- (561274) 2015 RL232
- (561275) 2015 RV234
- (561276) 2015 RB236
- (561277) 2015 RS236
- (561278) 2015 RM237
- (561279) 2015 RR237
- (561280) 2015 RU238
- (561281) 2015 RN239
- (561282) 2015 RR239
- (561283) 2015 RC240
- (561284) 2015 RN242
- (561285) 2015 RR242
- (561286) 2015 RX242
- (561287) 2015 RX244
- (561288) 2015 RY244
- (561289) 2015 RA253
- (561290) 2015 RV253
- (561291) 2015 RX255
- (561292) 2015 RM256
- (561293) 2015 RA257
- (561294) 2015 RC257
- (561295) 2015 RG257
- (561296) 2015 RH257
- (561297) 2015 RP258
- (561298) 2015 RA260
- (561299) 2015 RB260
- (561300) 2015 RG260
- (561301) 2015 RL260
- (561302) 2015 RR260
- (561303) 2015 RM261
- (561304) 2015 RR262
- (561305) 2015 RJ265
- (561306) 2015 RU265
- (561307) 2015 RM267
- (561308) 2015 RT267
- (561309) 2015 RV267
- (561310) 2015 RT268
- (561311) 2015 RU270
- (561312) 2015 RA276
- (561313) 2015 RA277
- (561314) 2015 RT281
- (561315) 2015 RE283
- (561316) 2015 RH283
- (561317) 2015 RF289
- (561318) 2015 RV317
- (561319) 2015 RO318
- (561320) 2015 RU325
- (561321) 2015 SW4
- (561322) 2015 SF5
- (561323) 2015 SR5
- (561324) 2015 SG6
- (561325) 2015 SM7
- (561326) 2015 SU9
- (561327) 2015 SB11
- (561328) 2015 SV11
- (561329) 2015 SY13
- (561330) 2015 ST14
- (561331) 2015 SS15
- (561332) 2015 SX17
- (561333) 2015 SD18
- (561334) 2015 SK18
- (561335) 2015 SW18
- (561336) 2015 SQ19
- (561337) 2015 SM20
- (561338) 2015 SG23
- (561339) 2015 SK23
- (561340) 2015 SO24
- (561341) 2015 SS24
- (561342) 2015 SG25
- (561343) 2015 SN25
- (561344) 2015 SP25
- (561345) 2015 SK26
- (561346) 2015 SO26
- (561347) 2015 SQ26
- (561348) 2015 SG29
- (561349) 2015 SQ29
- (561350) 2015 SA30
- (561351) 2015 SP30
- (561352) 2015 TS
- (561353) 2015 TT
- (561354) 2015 TF2
- (561355) 2015 TQ3
- (561356) 2015 TT7
- (561357) 2015 TN8
- (561358) 2015 TT8
- (561359) 2015 TA12
- (561360) 2015 TD12
- (561361) 2015 TP12
- (561362) 2015 TF14
- (561363) 2015 TR15
- (561364) 2015 TW15
- (561365) 2015 TY15
- (561366) 2015 TA16
- (561367) 2015 TO16
- (561368) 2015 TK18
- (561369) 2015 TU18
- (561370) 2015 TQ19
- (561371) 2015 TZ19
- (561372) 2015 TM20
- (561373) 2015 TS20
- (561374) 2015 TS21
- (561375) 2015 TU21
- (561376) 2015 TD23
- (561377) 2015 TG23
- (561378) 2015 TG26
- (561379) 2015 TL26
- (561380) 2015 TZ30
- (561381) 2015 TH36
- (561382) 2015 TL39
- (561383) 2015 TR40
- (561384) 2015 TS42
- (561385) 2015 TD49
- (561386) 2015 TF49
- (561387) 2015 TD50
- (561388) 2015 TD52
- (561389) 2015 TF53
- (561390) 2015 TW53
- (561391) 2015 TK54
- (561392) 2015 TW58
- (561393) 2015 TD59
- (561394) 2015 TY60
- (561395) 2015 TU66
- (561396) 2015 TM74
- (561397) 2015 TV74
- (561398) 2015 TZ76
- (561399) 2015 TO77
- (561400) 2015 TU77
- (561401) 2015 TB78
- (561402) 2015 TN79
- (561403) 2015 TV79
- (561404) 2015 TJ80
- (561405) 2015 TC81
- (561406) 2015 TR81
- (561407) 2015 TN82
- (561408) 2015 TE83
- (561409) 2015 TL84
- (561410) 2015 TA85
- (561411) 2015 TY86
- (561412) 2015 TD87
- (561413) 2015 TS87
- (561414) 2015 TU87
- (561415) 2015 TV87
- (561416) 2015 TD88
- (561417) 2015 TF91
- (561418) 2015 TY92
- (561419) 2015 TB93
- (561420) 2015 TV93
- (561421) 2015 TE95
- (561422) 2015 TT97
- (561423) 2015 TC100
- (561424) 2015 TF101
- (561425) 2015 TN101
- (561426) 2015 TX102
- (561427) 2015 TX104
- (561428) 2015 TJ105
- (561429) 2015 TS105
- (561430) 2015 TW105
- (561431) 2015 TN106
- (561432) 2015 TR107
- (561433) 2015 TS107
- (561434) 2015 TA109
- (561435) 2015 TT109
- (561436) 2015 TF111
- (561437) 2015 TR111
- (561438) 2015 TG112
- (561439) 2015 TQ112
- (561440) 2015 TV112
- (561441) 2015 TB113
- (561442) 2015 TF113
- (561443) 2015 TN113
- (561444) 2015 TG114
- (561445) 2015 TH115
- (561446) 2015 TN115
- (561447) 2015 TL117
- (561448) 2015 TC118
- (561449) 2015 TF118
- (561450) 2015 TG118
- (561451) 2015 TL118
- (561452) 2015 TO118
- (561453) 2015 TL119
- (561454) 2015 TU119
- (561455) 2015 TP120
- (561456) 2015 TS121
- (561457) 2015 TD122
- (561458) 2015 TK122
- (561459) 2015 TM123
- (561460) 2015 TW125
- (561461) 2015 TD127
- (561462) 2015 TL127
- (561463) 2015 TF129
- (561464) 2015 TW129
- (561465) 2015 TS130
- (561466) 2015 TC131
- (561467) 2015 TT131
- (561468) 2015 TX131
- (561469) 2015 TP132
- (561470) 2015 TT136
- (561471) 2015 TE142
- (561472) 2015 TF143
- (561473) 2015 TV146
- (561474) 2015 TO147
- (561475) 2015 TY147
- (561476) 2015 TZ147
- (561477) 2015 TB150
- (561478) 2015 TF154
- (561479) 2015 TD155
- (561480) 2015 TJ156
- (561481) 2015 TW157
- (561482) 2015 TZ157
- (561483) 2015 TJ158
- (561484) 2015 TQ158
- (561485) 2015 TQ159
- (561486) 2015 TH161
- (561487) 2015 TX161
- (561488) 2015 TZ163
- (561489) 2015 TP166
- (561490) Tonyforward
- (561491) 2015 TY168
- (561492) 2015 TT169
- (561493) 2015 TJ172
- (561494) 2015 TL172
- (561495) 2015 TR173
- (561496) 2015 TX174
- (561497) 2015 TC176
- (561498) 2015 TD176
- (561499) 2015 TY176
- (561500) 2015 TM179
- (561501) 2015 TN179
- (561502) 2015 TH180
- (561503) 2015 TO181
- (561504) 2015 TV183
- (561505) 2015 TW183
- (561506) 2015 TE184
- (561507) 2015 TS186
- (561508) 2015 TZ189
- (561509) 2015 TA190
- (561510) 2015 TM191
- (561511) 2015 TP192
- (561512) 2015 TQ193
- (561513) 2015 TF194
- (561514) 2015 TX196
- (561515) 2015 TC197
- (561516) 2015 TB198
- (561517) 2015 TE198
- (561518) 2015 TO198
- (561519) 2015 TQ198
- (561520) 2015 TM199
- (561521) 2015 TS199
- (561522) 2015 TO200
- (561523) 2015 TT200
- (561524) 2015 TU200
- (561525) 2015 TJ201
- (561526) 2015 TC202
- (561527) 2015 TQ202
- (561528) 2015 TV202
- (561529) 2015 TC203
- (561530) 2015 TD203
- (561531) 2015 TT203
- (561532) 2015 TX203
- (561533) 2015 TA204
- (561534) 2015 TZ204
- (561535) 2015 TA205
- (561536) 2015 TO205
- (561537) 2015 TX205
- (561538) 2015 TJ206
- (561539) 2015 TJ207
- (561540) 2015 TF208
- (561541) 2015 TW208
- (561542) 2015 TL210
- (561543) 2015 TB212
- (561544) 2015 TF215
- (561545) 2015 TT215
- (561546) 2015 TW217
- (561547) 2015 TA218
- (561548) 2015 TB218
- (561549) 2015 TE223
- (561550) 2015 TL223
- (561551) 2015 TU223
- (561552) 2015 TL224
- (561553) 2015 TY226
- (561554) 2015 TV230
- (561555) 2015 TF231
- (561556) 2015 TL234
- (561557) 2015 TQ238
- (561558) 2015 TU239
- (561559) 2015 TH240
- (561560) 2015 TT240
- (561561) 2015 TW240
- (561562) 2015 TH241
- (561563) 2015 TK243
- (561564) 2015 TJ247
- (561565) 2015 TQ253
- (561566) 2015 TJ254
- (561567) 2015 TY254
- (561568) 2015 TK255
- (561569) 2015 TL255
- (561570) 2015 TC257
- (561571) 2015 TM257
- (561572) 2015 TC260
- (561573) 2015 TH260
- (561574) 2015 TV261
- (561575) 2015 TH263
- (561576) 2015 TE266
- (561577) 2015 TF268
- (561578) 2015 TY269
- (561579) 2015 TO276
- (561580) 2015 TG277
- (561581) 2015 TW280
- (561582) 2015 TK281
- (561583) 2015 TU285
- (561584) 2015 TB286
- (561585) 2015 TC288
- (561586) 2015 TE290
- (561587) 2015 TA291
- (561588) 2015 TX291
- (561589) 2015 TP292
- (561590) 2015 TR298
- (561591) 2015 TB299
- (561592) 2015 TR300
- (561593) 2015 TV301
- (561594) 2015 TE302
- (561595) 2015 TM303
- (561596) 2015 TL305
- (561597) 2015 TM306
- (561598) 2015 TF308
- (561599) 2015 TO310
- (561600) 2015 TP310
- (561601) 2015 TN312
- (561602) 2015 TN318
- (561603) 2015 TR318
- (561604) 2015 TR319
- (561605) 2015 TN320
- (561606) 2015 TQ321
- (561607) 2015 TU323
- (561608) 2015 TO324
- (561609) 2015 TD326
- (561610) 2015 TF327
- (561611) 2015 TP329
- (561612) 2015 TB330
- (561613) 2015 TZ330
- (561614) 2015 TQ331
- (561615) 2015 TE333
- (561616) 2015 TR334
- (561617) 2015 TZ336
- (561618) 2015 TD337
- (561619) 2015 TC339
- (561620) 2015 TC341
- (561621) 2015 TC344
- (561622) 2015 TL346
- (561623) 2015 TS346
- (561624) 2015 TK347
- (561625) 2015 TQ348
- (561626) 2015 TT357
- (561627) 2015 TM359
- (561628) 2015 TS359
- (561629) 2015 TO364
- (561630) 2015 TV364
- (561631) 2015 TF365
- (561632) 2015 TM367
- (561633) 2015 TR367
- (561634) 2015 TB368
- (561635) 2015 TR368
- (561636) 2015 TS368
- (561637) 2015 TY368
- (561638) 2015 TZ370
- (561639) 2015 TA372
- (561640) 2015 TL374
- (561641) 2015 TY376
- (561642) 2015 TJ377
- (561643) 2015 TF379
- (561644) 2015 TA380
- (561645) 2015 TL380
- (561646) 2015 TW380
- (561647) 2015 TG381
- (561648) 2015 TK381
- (561649) 2015 TC383
- (561650) 2015 TR383
- (561651) 2015 TX385
- (561652) 2015 TA386
- (561653) 2015 TJ386
- (561654) 2015 TO386
- (561655) 2015 TS386
- (561656) 2015 TW386
- (561657) 2015 TX386
- (561658) 2015 TB387
- (561659) 2015 TC387
- (561660) 2015 TE387
- (561661) 2015 TZ387
- (561662) 2015 TK400
- (561663) 2015 TV408
- (561664) 2015 TB409
- (561665) 2015 TO422
- (561666) 2015 TT431
- (561667) 2015 TD434
- (561668) 2015 TH434
- (561669) 2015 UX2
- (561670) 2015 UV3
- (561671) 2015 UX5
- (561672) 2015 UR6
- (561673) 2015 UE7
- (561674) 2015 UM7
- (561675) 2015 UN7
- (561676) 2015 UA10
- (561677) 2015 UH10
- (561678) 2015 UC11
- (561679) 2015 UN11
- (561680) 2015 US16
- (561681) 2015 UE18
- (561682) 2015 UE21
- (561683) 2015 US21
- (561684) 2015 UJ22
- (561685) 2015 UB23
- (561686) 2015 US24
- (561687) 2015 UF28
- (561688) 2015 UF30
- (561689) 2015 UG30
- (561690) 2015 UU32
- (561691) 2015 UJ34
- (561692) 2015 UV36
- (561693) 2015 UL41
- (561694) 2015 UW41
- (561695) 2015 UF44
- (561696) 2015 UG45
- (561697) 2015 UQ45
- (561698) 2015 UC46
- (561699) 2015 US47
- (561700) 2015 UZ47
- (561701) 2015 UU49
- (561702) 2015 UW57
- (561703) 2015 UH58
- (561704) 2015 UM59
- (561705) 2015 UO59
- (561706) 2015 UB62
- (561707) 2015 UG65
- (561708) 2015 UP65
- (561709) 2015 UR65
- (561710) 2015 UU65
- (561711) 2015 UW65
- (561712) 2015 UY65
- (561713) 2015 UK66
- (561714) 2015 UX67
- (561715) 2015 UT69
- (561716) 2015 UA72
- (561717) 2015 UD72
- (561718) 2015 UH74
- (561719) 2015 UK74
- (561720) 2015 UC75
- (561721) 2015 UR75
- (561722) 2015 UB77
- (561723) 2015 UJ77
- (561724) 2015 UM77
- (561725) 2015 UO77
- (561726) 2015 US77
- (561727) 2015 UU77
- (561728) 2015 UX77
- (561729) 2015 UD78
- (561730) 2015 UT78
- (561731) 2015 UF79
- (561732) 2015 UO79
- (561733) 2015 UL81
- (561734) 2015 UQ82
- (561735) 2015 UH86
- (561736) 2015 UR86
- (561737) 2015 UV86
- (561738) 2015 UW86
- (561739) 2015 UC87
- (561740) 2015 UE87
- (561741) 2015 UJ87
- (561742) 2015 UW87
- (561743) 2015 UX87
- (561744) 2015 UV90
- (561745) 2015 UJ98
- (561746) 2015 VH3
- (561747) 2015 VC4
- (561748) 2015 VX5
- (561749) 2015 VD11
- (561750) 2015 VA13
- (561751) 2015 VW13
- (561752) 2015 VA14
- (561753) 2015 VM16
- (561754) 2015 VB18
- (561755) 2015 VW18
- (561756) 2015 VW22
- (561757) 2015 VZ22
- (561758) 2015 VJ23
- (561759) 2015 VZ25
- (561760) 2015 VF26
- (561761) 2015 VJ28
- (561762) 2015 VR29
- (561763) 2015 VT29
- (561764) 2015 VR31
- (561765) 2015 VL34
- (561766) 2015 VJ35
- (561767) 2015 VB36
- (561768) 2015 VP36
- (561769) 2015 VT37
- (561770) 2015 VU37
- (561771) 2015 VF40
- (561772) 2015 VM40
- (561773) 2015 VZ40
- (561774) 2015 VL42
- (561775) 2015 VH46
- (561776) 2015 VR50
- (561777) 2015 VB53
- (561778) 2015 VO53
- (561779) 2015 VN54
- (561780) 2015 VN57
- (561781) 2015 VG59
- (561782) 2015 VM59
- (561783) 2015 VO60
- (561784) 2015 VK62
- (561785) 2015 VL63
- (561786) 2015 VS66
- (561787) 2015 VZ66
- (561788) 2015 VM68
- (561789) 2015 VO68
- (561790) 2015 VQ68
- (561791) 2015 VS68
- (561792) 2015 VM71
- (561793) 2015 VB72
- (561794) 2015 VU72
- (561795) 2015 VS74
- (561796) 2015 VR77
- (561797) 2015 VY77
- (561798) 2015 VH82
- (561799) 2015 VV83
- (561800) 2015 VT84
- (561801) 2015 VQ85
- (561802) 2015 VC86
- (561803) 2015 VT86
- (561804) 2015 VA87
- (561805) 2015 VD87
- (561806) 2015 VH87
- (561807) 2015 VO87
- (561808) 2015 VX87
- (561809) 2015 VK88
- (561810) 2015 VE90
- (561811) 2015 VM92
- (561812) 2015 VL94
- (561813) 2015 VR95
- (561814) 2015 VC96
- (561815) 2015 VL97
- (561816) 2015 VT97
- (561817) 2015 VP98
- (561818) 2015 VV98
- (561819) 2015 VG100
- (561820) 2015 VJ100
- (561821) 2015 VZ101
- (561822) 2015 VX102
- (561823) 2015 VY102
- (561824) 2015 VE103
- (561825) 2015 VZ104
- (561826) 2015 VX106
- (561827) 2015 VS108
- (561828) 2015 VX108
- (561829) 2015 VY109
- (561830) 2015 VR110
- (561831) 2015 VZ110
- (561832) 2015 VP111
- (561833) 2015 VZ111
- (561834) 2015 VY112
- (561835) 2015 VZ112
- (561836) 2015 VG113
- (561837) 2015 VM113
- (561838) 2015 VO113
- (561839) 2015 VT113
- (561840) 2015 VJ115
- (561841) 2015 VS115
- (561842) 2015 VT115
- (561843) 2015 VK116
- (561844) 2015 VZ116
- (561845) 2015 VB117
- (561846) 2015 VW117
- (561847) 2015 VB118
- (561848) 2015 VT118
- (561849) 2015 VE119
- (561850) 2015 VJ119
- (561851) 2015 VM120
- (561852) 2015 VQ121
- (561853) 2015 VR121
- (561854) 2015 VW121
- (561855) 2015 VX122
- (561856) 2015 VV123
- (561857) 2015 VX124
- (561858) 2015 VQ125
- (561859) 2015 VJ128
- (561860) 2015 VM128
- (561861) 2015 VJ129
- (561862) 2015 VV129
- (561863) 2015 VF130
- (561864) 2015 VM130
- (561865) 2015 VO130
- (561866) 2015 VS130
- (561867) 2015 VU130
- (561868) 2015 VH132
- (561869) 2015 VQ132
- (561870) 2015 VE133
- (561871) 2015 VN133
- (561872) 2015 VZ133
- (561873) 2015 VV135
- (561874) 2015 VQ136
- (561875) 2015 VU136
- (561876) 2015 VW136
- (561877) 2015 VB137
- (561878) 2015 VH137
- (561879) 2015 VL137
- (561880) 2015 VU140
- (561881) 2015 VX140
- (561882) 2015 VS141
- (561883) 2015 VU141
- (561884) 2015 VX141
- (561885) 2015 VD142
- (561886) 2015 VY142
- (561887) 2015 VF143
- (561888) 2015 VN144
- (561889) 2015 VR144
- (561890) 2015 VX144
- (561891) 2015 VW145
- (561892) 2015 VV146
- (561893) 2015 VC147
- (561894) 2015 VS147
- (561895) 2015 VL150
- (561896) 2015 VW151
- (561897) 2015 VE152
- (561898) 2015 VM155
- (561899) 2015 VD156
- (561900) 2015 VF156
- (561901) 2015 VO156
- (561902) 2015 VT156
- (561903) 2015 VZ156
- (561904) 2015 VC157
- (561905) 2015 VR157
- (561906) 2015 VS157
- (561907) 2015 VF159
- (561908) 2015 VO159
- (561909) 2015 VR159
- (561910) 2015 VY159
- (561911) Kézandor
- (561912) 2015 VQ160
- (561913) 2015 VU160
- (561914) 2015 VK161
- (561915) 2015 VQ161
- (561916) 2015 VD162
- (561917) 2015 VF162
- (561918) 2015 VR162
- (561919) 2015 VY162
- (561920) 2015 VW163
- (561921) 2015 VH164
- (561922) 2015 VF185
- (561923) 2015 VE188
- (561924) 2015 VL188
- (561925) 2015 VG189
- (561926) 2015 VA197
- (561927) 2015 WH1
- (561928) 2015 WK3
- (561929) 2015 WY3
- (561930) 2015 WH4
- (561931) 2015 WB5
- (561932) 2015 WF5
- (561933) 2015 WM5
- (561934) 2015 WR5
- (561935) 2015 WN6
- (561936) 2015 WT6
- (561937) 2015 WL8
- (561938) 2015 WN9
- (561939) 2015 WS9
- (561940) 2015 WV9
- (561941) 2015 WX9
- (561942) 2015 WY9
- (561943) 2015 WL11
- (561944) 2015 WN13
- (561945) 2015 WO13
- (561946) 2015 WF18
- (561947) 2015 WK18
- (561948) 2015 WW18
- (561949) 2015 WX21
- (561950) 2015 WA22
- (561951) 2015 WB22
- (561952) 2015 WC22
- (561953) 2015 WD22
- (561954) 2015 WG22
- (561955) 2015 WH22
- (561956) 2015 WO22
- (561957) 2015 WD23
- (561958) 2015 WP29
- (561959) 2015 WS32
- (561960) 2015 XR4
- (561961) 2015 XU4
- (561962) 2015 XP6
- (561963) 2015 XY7
- (561964) 2015 XJ8
- (561965) 2015 XV8
- (561966) 2015 XZ8
- (561967) 2015 XB9
- (561968) 2015 XA10
- (561969) 2015 XF10
- (561970) 2015 XK10
- (561971) 2015 XL10
- (561972) 2015 XF13
- (561973) 2015 XT16
- (561974) 2015 XB17
- (561975) 2015 XN18
- (561976) 2015 XU19
- (561977) 2015 XZ19
- (561978) 2015 XD20
- (561979) 2015 XF25
- (561980) 2015 XU25
- (561981) 2015 XT29
- (561982) 2015 XV29
- (561983) 2015 XX33
- (561984) 2015 XK34
- (561985) 2015 XW34
- (561986) 2015 XZ34
- (561987) 2015 XG37
- (561988) 2015 XL39
- (561989) 2015 XW42
- (561990) 2015 XF44
- (561991) 2015 XM47
- (561992) 2015 XB49
- (561993) 2015 XF49
- (561994) 2015 XO51
- (561995) 2015 XX52
- (561996) 2015 XG53
- (561997) 2015 XO53
- (561998) 2015 XB54
- (561999) 2015 XM54
- (562000) 2015 XW55